# Zellerfelder Münze

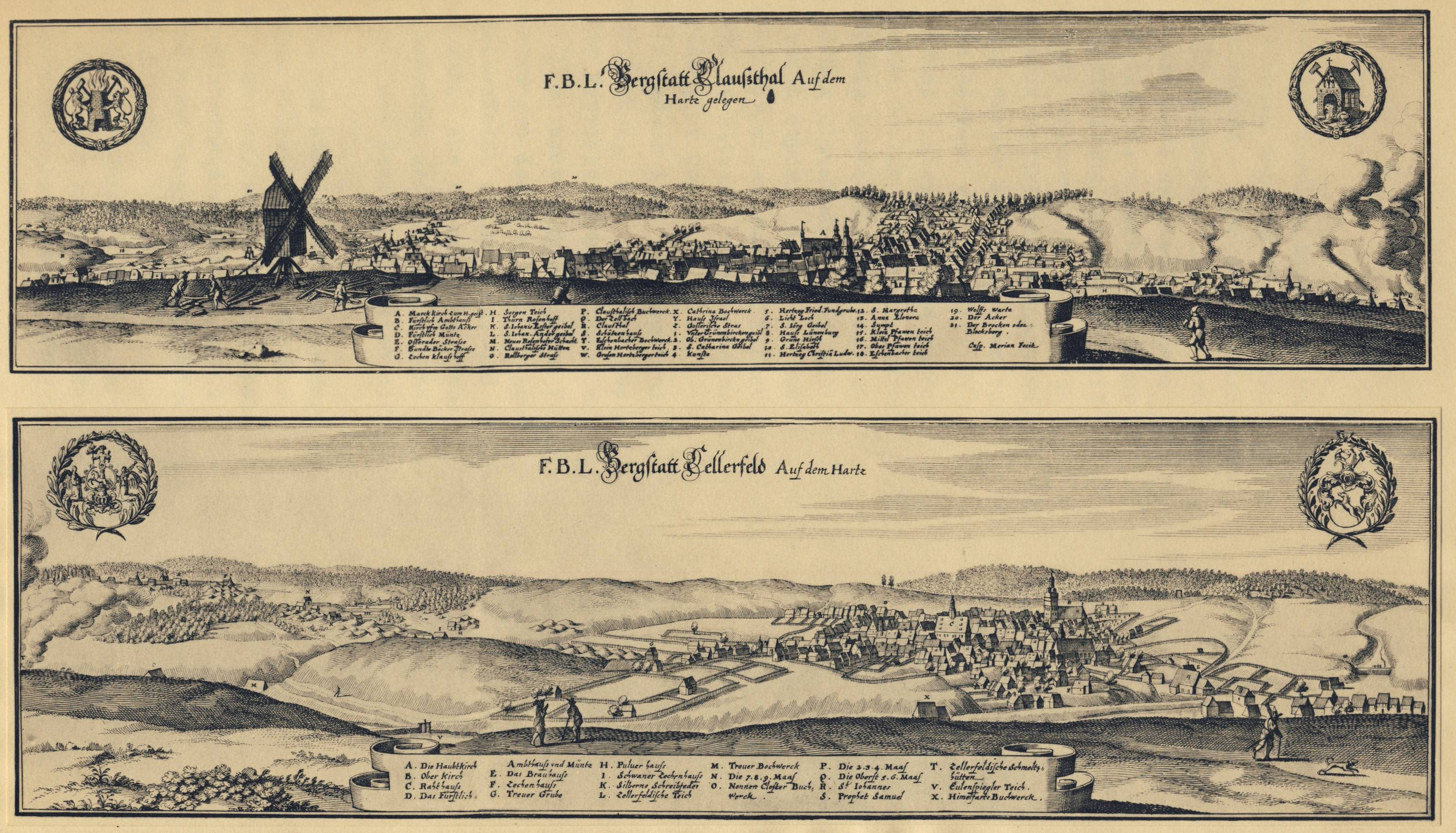
Merianstich von Clausthal mit Münze/Amtshaus (1650; Buchstabe D)

Die Zellerfelder Münze war eine von 1601 bis 1789 betriebene Münzstätte in der damaligen Bergstadt Zellerfeld. Heinrich Julius, Herzog von Braunschweig-Wolfenbüttel, hatte die grubenhagensche Münze in Osterode schließen lassen. Seit 1597 plante er eine Verlegung nach Zellerfeld. Nach dem Aussterben der Wolfenbütteler Linie der Welfen 1634 ging die Münze in den Communion-Harz ein, der gemeinschaftlich verwaltet wurde.

## Betrieb im Amtshaus (1601–1672)

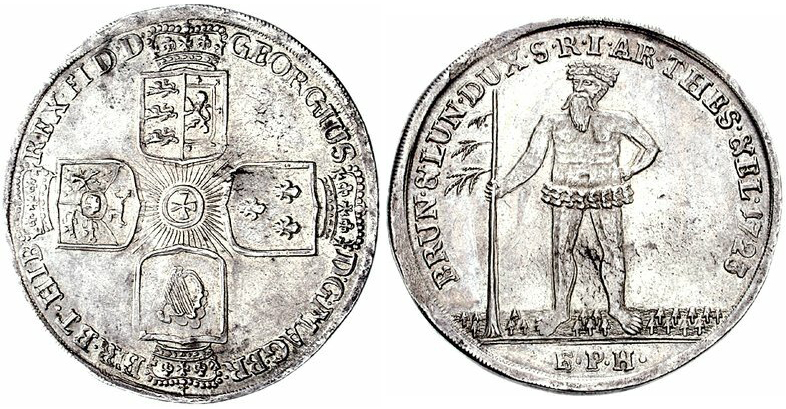
1723 in Zellerfeld geprägter Wildemannstaler

Die Zellerfelder Münze erlebte zwei Betriebsperioden. In der ersten Periode (1601–1672) war die Münze im bzw. in einem Anbau am Amtshaus des Bergamts untergebracht. Von Beginn an war der Betrieb eines „Druckwerks“  für die Walzenprägung geplant gewesen. Das gelieferte Gerät erwies sich jedoch als unbrauchbar; es ist daher bei der Hammerprägung geblieben. Während dieser Zeit wurden die bekannten Glockentaler und Hausknechtstaler (Variante des Wildemanntalers mit quer gehaltener Fichte) geprägt.

## Betrieb im Neubau (1674–1789)
Die zweite Betriebsperiode beginnt 1673/74 mit einem Neubau mehrerer Gebäude an der heutigen Ecke Bornhardtstraße/Marktstraße. Noch heute steht das massive Glüh-, Schmelz- und Gießhaus. Weiterhin mittels Hammerprägung wurden Großsilbermünzen – selbst 1 ½-fache Taler (1705) und dreifache Löser (1685 für die Grube Lautenthalsglück) – geprägt. Die Prägungen gehörten trotz der hergebrachten Münztechnik zum „besten und schönsten Geldt in gantz Teutschland“. Ein Stoßwerk wurde schließlich 1742 installiert und für die Prägung des Großsilbers genutzt. 1753 erhielt die Münze ein Laboratorium zur Goldabscheidung, das im Privatbesitz der jeweiligen Münzmeister stand.
Im Zuge der Auflösung des Communion-Harzes wurde entschieden, die Münze aufzugeben. 1789 wurde der Betrieb eingestellt und das Inventar Zug um Zug verkauft oder anderweitig verwendet. Bis zuletzt hatte die Münze keine Arbeiter, sondern nur ausgebildete Münzohme (Münzgeselle, Gehilfe des Münzmeisters) beschäftigt. Hinzu kamen ein Wardein, ein Silberbrennergehilfe, ein Münzwächter und ein Münzjunge.

## Nachnutzung der Gebäude

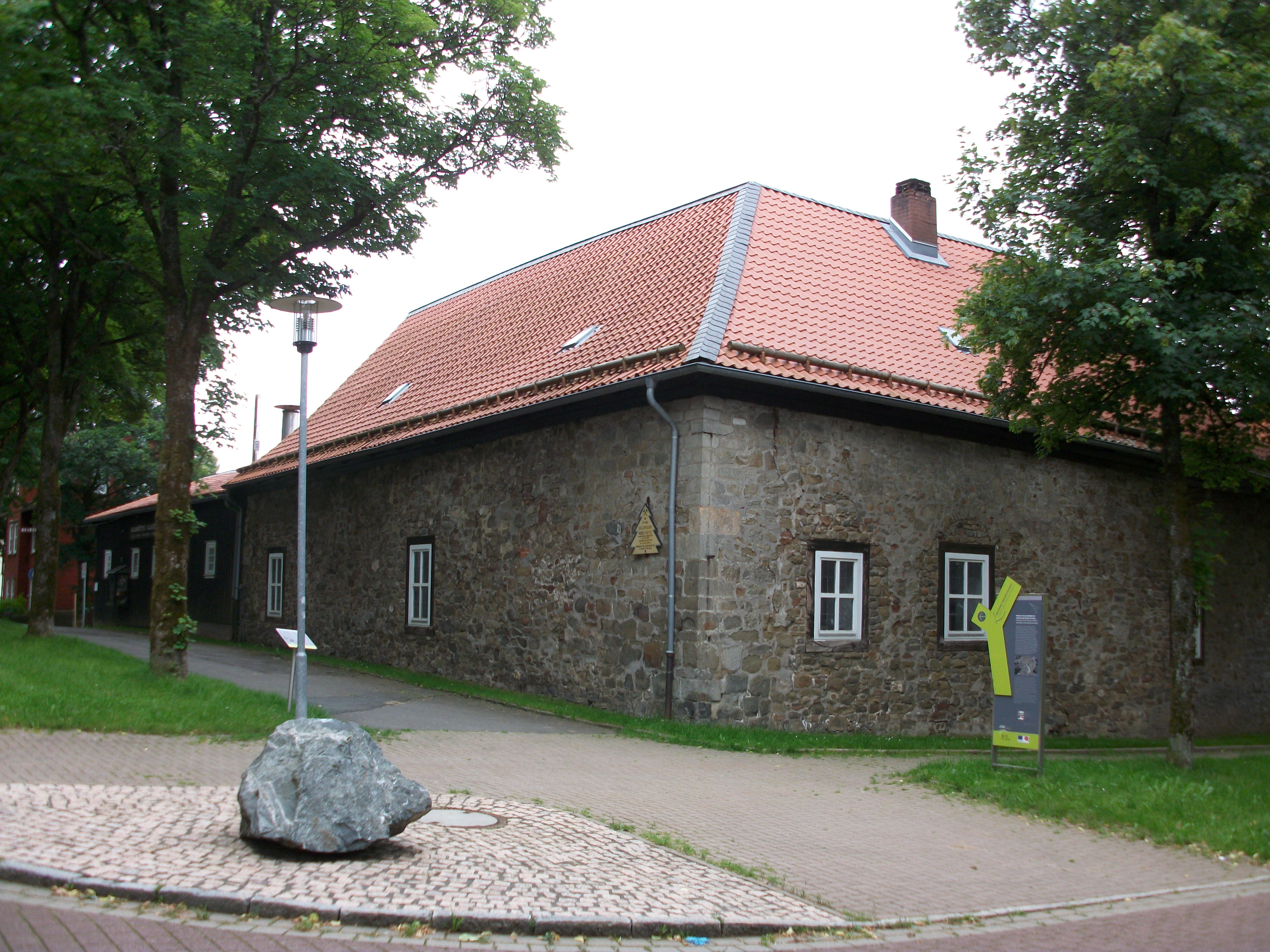
Ehemalige Zellerfelder Münzstätte

Im Volksmund ist das Gebäudeensemble des Neubaus von 1674 als „Alte Münze“ oder „Alte Zellerfelder Münze“ bekannt. Nach Beendigung der Münzprägung übernahmen andere Stellen des Bergamts, insbesondere der Bauhof, die Gebäude. Teils wurde Material für die Gruben der Umgegend gelagert, teils Schmiede- und Schlosserarbeiten ausgeführt. Ab 1821 nutzte eine Emaillefabrik einen Teil des Geländes. 1833 kam es zu einem größeren Brand. 1841 übernahm die Emaillefabrik weitere Räume der früheren Münze; der Bauhof zog aus. 1852/53 wurden Neubauten erforderlich, nachdem hier die Zellerfelder Hauptbergfaktorei eingerichtet worden war. Der Betrieb des Emaillierwerks endete in den 1860er Jahren. Die Bergfaktorei veranlasste in den 1880er und 1890er Jahren weitere Um- und Ausbauten. 1911 wurde die Faktorei nach Clausthal verlegt.
Die Immobilie ging an die Verwaltung der Provinz Hannover, dann an die preußische Justizverwaltung. Bis zum Zweiten Weltkrieg dominierte eine Wohnnutzung. 1941 ging das Gelände an die Stadtgemeinde Clausthal-Zellerfeld und wurde bis Ende der 1970er Jahre als Lager und Stall genutzt. Trotz einer Dacherneuerung 1964 verfielen die Gebäude. 1978 eröffnete nach umfangreichen Renovierungen ein Kunsthandwerkerhof mit  einer Glasbläserei und Hausbrauerei (Münzbräu).